# Station Torsby
Station Torsby is een spoorwegstation  in de Zweedse plaats Torsby. Het station is het eindpunt van de Frykdalsbanan.

## Treinverbindingen
| Serie | Treinsoort       | Route                                    | Bijzonderheden                                                                    |
| ----- | ---------------- | ---------------------------------------- | --------------------------------------------------------------------------------- |
| 74    | Stoptrein (VTAB) | Karlstad – Kil – Sunne – Lysvik – Torsby | Enkele treinen tot Sunne. Stopt beperkt op de haltes Trångstad, Kolsnäs en Oleby. |